# Basye-Bryce Mountain
Basye-Bryce Mountain é uma Região censo-designada localizada no estado norte-americano de Virginia, no Condado de Shenandoah.

## Demografia
Segundo o censo norte-americano de 2000, a sua população era de 986 habitantes.

## Geografia
De acordo com o United States Census Bureau tem uma área de 
23,4 km², dos quais 23,1 km² cobertos por terra e 0,3 km² cobertos por água.

## Localidades na vizinhança
O diagrama seguinte representa as localidades num raio de 24 km ao redor de Basye-Bryce Mountain. 